# فیلیپه لئونارد
فیلیپه لئونارد (به انگلیسی: Philippe Léonard) بازیکن فوتبال اهل بلژیک و عضو تیم ملی فوتبال بلژیک است که در تاریخ ۲۲ آوریل ۱۹۹۵ میلادی اولین بازی ملی‌اش را مقابل تیم ملی فوتبال ایالات متحده آمریکا انجام داد. او در ۲۵ بازی ملی حضور داشت و جمعاً ۱۵۸۸ دقیقه برای تیم ملی فوتبال بلژیک به میدان رفت. فیلیپه لئونارد آخرین بازی ملی خود را در تاریخ ۱۵ نوامبر ۲۰۰۶ میلادی در برابر تیم ملی فوتبال لهستان انجام داد. وی در بازی‌های ملی‌اش گلی به ثمر نرساند.